# November 2004
| November 2004 |
| Månader under 2004: Januari · Februari · Mars · April · Maj · Juni · Juli · Augusti · September · Oktober · November · December ← December 2003 · Januari 2005 → |

## Måndagenden1 november2004
- Minst fyra personer dödas och många skadas i en självmordsbombning i centrala Tel Aviv.

## Tisdagenden2 november2004
- Republikanen George W Bush besegrar demokraten John Kerry vid presidentvalet i USA.[1][2]

## Onsdagenden3 november2004
- Vasamuseet har fått in 1,3 miljoner kronor från Wasabröd, svenska folket har ätit 520 miljoner skivor knäckebröd de senaste sex månaderna

## Fredagenden5 november2004
- PLO:s ledare Yassir Arafat ligger i koma, hans tillstånd betecknas som kritiskt.

## Måndagen den8 november2004
- Efter ett par blodiga attacker och i väntan på en offensiv mot motståndare i Falluja har Iraks gränser stängts och undantagstillstånd införts
- Tillståndet för PLO:s ledare Yassir Arafat betecknas alltjämt som kritiskt

## Tisdagen den9 november2004
- Minst 25 irakiska polismän har dödats vid ett anfall i Baquba samtidigt som striderna i Falluja går från hus till hus
- Sveriges överbefälhavare Håkan Syrén meddelar att 1 000 svenska officerare har sagts upp
- Enligt obekräftade uppgifter har Palestinas president Yassir Arafat avlidit på ett sjukhus i Paris. Uppgifterna dementeras av sjukhuset.

## Onsdagen den10 november2004
- Sveriges högsta domstol inleder förhandlingar med anledning av mordet på Anna Lindh
- Amerikanska och irakiska styrkor har intagit staden Falluja efter hårda strider

## Torsdagen den11 november2004
- PLO:s ledare Yassir Arafat avlider kl. 03:30 på ett sjukhus i Paris

## Fredagen den12 november2004
- Yassir Arafat jordfästs i Ramallah.
- Svea hovrätt dömer "Knutbypastorn" Helge Fossmo till livstids fängelse för mord.

## Måndagen den15 november2004
- Tingsrätten i Falun dömer en 21-åring till 12 års fängelse för mordet på polismannen Ulf Grape i augusti 2004.
- Makedoniens premiärminister Hari Kostov avgår.

## Tisdagen den16 november2004
- USA:s president George W. Bush nominerar Condoleezza Rice till att efterträda Colin Powell som amerikansk utrikesminister.

## Torsdagen den18 november2004
- Europaparlamentet godkänner med stor majoritet den nya EU-kommissionen.

## Söndagen den21 november2004
- Den avgörande andra valomgången i presidentvalet i Ukraina står mellan premiärminister Viktor Janukovytj och oppositionsledaren Viktor Jusjtjenko.

## Måndagen den22 november2004
- En 52-årig man åtalas för mord vid Lunds tingsrätt för det så kallade Helénmordet i mars 1989.[3]

## Tisdagen den23 november2004
- Göteborgs förre polismästare Håkan Jaldung frias av hovrätten för anklagelser om olaga frihetsberövande vid Hvitfeldtska gymnasiet i samband med EU-toppmötet i juni 2001

## Fredagen26 november2004
Slite på Gotland hotas av 30 000 liter tjockolja sedan lastfartyget "Polo M" gått på grund.